# Кесон (архітектура)

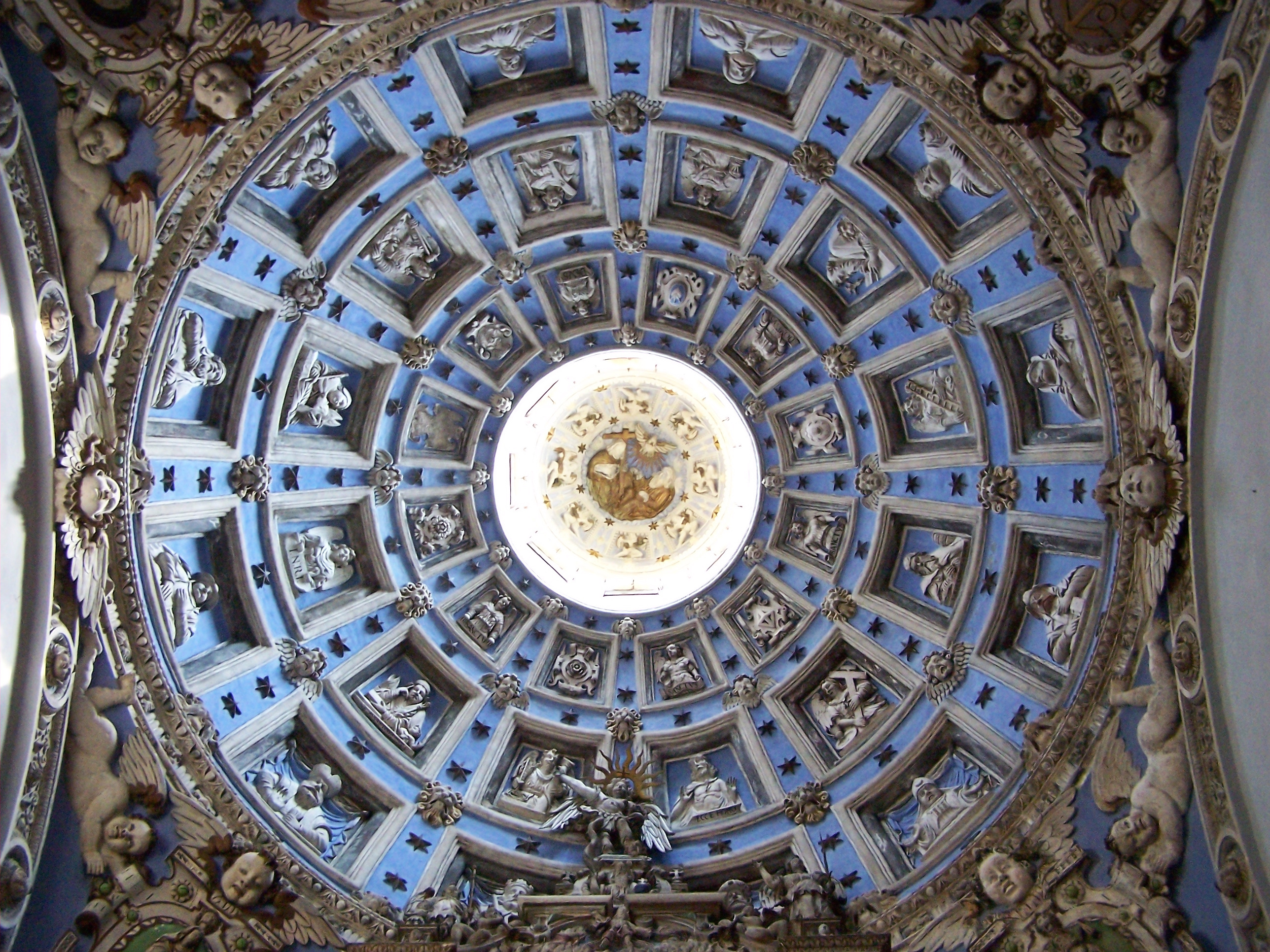
Внутрішня чаша куполу Каплиці Боїмів у Львові з трьома рядами кесонів

Кесо́н (фр. caisson — «ящик») — заглиблення, найчастіше квадратне або багатокутне, на стелі чи на внутрішній повехні арки, склепіння. Кесон виконує конструктивну або декоративну роль, застосовується також для поліпшення акустичних властивостей приміщення.
Походить від конструкції балкового перекриття, котре використовувалось у давньогрецькій архітектурі. Римляни перетворили його на декоративний мотив. У часи Ренесансу кесони прикрашалися бордюрами, центральні поля збагачувалися розетками та іншими рельєфними прикрасами. Найраніше в Китаї кесони застосовуються в гробницях династії Хань (206 р. до н. е. — 220 р. н. е.). Із вцілілих донині наземних споруд з дерев'яними кесонами можна назвати храм Баогуо в м. Нінбо (1013 р. н. е.) та найвідоміший взірець використання цього елементу — Зал Найвищої Гармонії (1406 р. н. е.) в імператорському Забороненому Місті в Пекіні. Китайською мовою кесон (цзаоцзін) дослівно — «криниця з водяними рослинами». Символічна «присутність» води у назві архітектурного елементу була покликана оберігати від пожежі складну дерев'яну конструкцію покрівлі.